# Giorgio di Lencastre
Giorgio d'Aviz (Abrantes, 21 agosto 1481 – Palmela, 22 luglio 1550) è stato un principe portoghese e duca di Coimbra.

## Biografia
Era figlio illegittimo del re Giovanni II del Portogallo e della sua amante Anna de Mendonça.
Dopo la morte del suo fratellastro Alfonso, figlio legittimo del re e di Eleonora, Giovanni II desiderò che la corona portoghese passasse a Giorgio. Tra il 1491 e il 1494 il re diede quindi al figlio il titolo di Signore di Santiago e di Aviz, il ducato di Coimbra e la Signoria di Montemor-o-Velho.
Il trono però, alla morte di Giovanni II, andò a suo cugino Manuele I del Portogallo, che aveva sposato la vedova di Alfonso, Isabella di Trastámara, figlia dei re Cattolici.
Nel 1550 sposò Beatrice di Villena, figlia di Alvaro di Braganza fratello di Ferdinando II di Braganza.
Dalla moglie ebbe diversi figli:
- Giovanni de Lencastre, duca di Aveiro
- Alfonso de Lencastre, Comendador-mor di São Tiago
- Luigi de Lencastre, Comendador-mor di Aviz
- Giacomo de Lencastre, Priore di San Pietro de Torres Vedras e primo Generale Inquisitore del regno
- Elena de Lencastre, badessa presso il reale monastero di Santos
- Maria de Lencastre, religiosa presso il monastero di San Giovanni a Setúbal (suor Maria Maddalena)
- Filippa de Lencastre, badessa presso il monastero di San Giovanni a Setúbal
- Isabella de Lencastre, religiosa presso il monastero di San Giovanni a Setúbal e dopo presso il monastero reale di Santos.

## Ascendenza
|                          |   |                                 | Genitori                     |  |  | Nonni |  |  | Bisnonni             |  |  | Trisnonni          |  |
|                          |   |                                 |                              |  |  |       |  |  | Duarte I de Portugal |  |  | João I de Portugal |  |
|                          |   |                                 |                              |  |  |       |  |  | Duarte I de Portugal |  |  | João I de Portugal |  |
|                          |   | Philippa of Lancaster           |                              |  |  |       |  |  | Duarte I de Portugal |  |  |                    |  |
| Afonso V de Portugal     |   |                                 |                              |  |  |       |  |  | Duarte I de Portugal |  |  |                    |  |
|                          |   | Leonor de Aragón y Alburquerque | Fernando I de Aragón         |  |  |       |  |  |                      |  |  |                    |  |
|                          |   | Leonor de Aragón y Alburquerque | Fernando I de Aragón         |  |  |       |  |  |                      |  |  |                    |  |
|                          |   | Leonor de Aragón y Alburquerque | Leonor de Alburquerque       |  |  |       |  |  |                      |  |  |                    |  |
| João II de Portugal      |   | Leonor de Aragón y Alburquerque |                              |  |  |       |  |  |                      |  |  |                    |  |
|                          |   | Pedro de Avis                   | João I de Portugal (= 16)    |  |  |       |  |  |                      |  |  |                    |  |
|                          |   | Pedro de Avis                   | João I de Portugal (= 16)    |  |  |       |  |  |                      |  |  |                    |  |
|                          |   | Pedro de Avis                   | Philippa of Lancaster (= 17) |  |  |       |  |  |                      |  |  |                    |  |
| Isabel de Avis           |   | Pedro de Avis                   |                              |  |  |       |  |  |                      |  |  |                    |  |
|                          |   | Isabel de Urgel                 | Jaime II de Urgel            |  |  |       |  |  |                      |  |  |                    |  |
|                          |   | Isabel de Urgel                 | Jaime II de Urgel            |  |  |       |  |  |                      |  |  |                    |  |
|                          |   | Isabel de Urgel                 | Isabel de Aragón             |  |  |       |  |  |                      |  |  |                    |  |
| Jorge de Lancastre       |   | Isabel de Urgel                 |                              |  |  |       |  |  |                      |  |  |                    |  |
|                          | … | …                               |                              |  |  |       |  |  |                      |  |  |                    |  |
|                          | … | …                               |                              |  |  |       |  |  |                      |  |  |                    |  |
|                          | … | …                               |                              |  |  |       |  |  |                      |  |  |                    |  |
| Nunez Hurtado de Mendoza | … |                                 |                              |  |  |       |  |  |                      |  |  |                    |  |
|                          |   | …                               | …                            |  |  |       |  |  |                      |  |  |                    |  |
|                          |   | …                               | …                            |  |  |       |  |  |                      |  |  |                    |  |
|                          |   | …                               | …                            |  |  |       |  |  |                      |  |  |                    |  |
| Anna de Mendonça         |   | …                               |                              |  |  |       |  |  |                      |  |  |                    |  |
|                          |   | …                               | …                            |  |  |       |  |  |                      |  |  |                    |  |
|                          |   | …                               | …                            |  |  |       |  |  |                      |  |  |                    |  |
|                          |   | …                               | …                            |  |  |       |  |  |                      |  |  |                    |  |
| Leonor da Silva          |   | …                               |                              |  |  |       |  |  |                      |  |  |                    |  |
|                          |   | …                               | …                            |  |  |       |  |  |                      |  |  |                    |  |
|                          |   | …                               | …                            |  |  |       |  |  |                      |  |  |                    |  |
|                          |   | …                               | …                            |  |  |       |  |  |                      |  |  |                    |  |
|                          |   | …                               |                              |  |  |       |  |  |                      |  |  |                    |  |